# Stadthalle Bad Godesberg

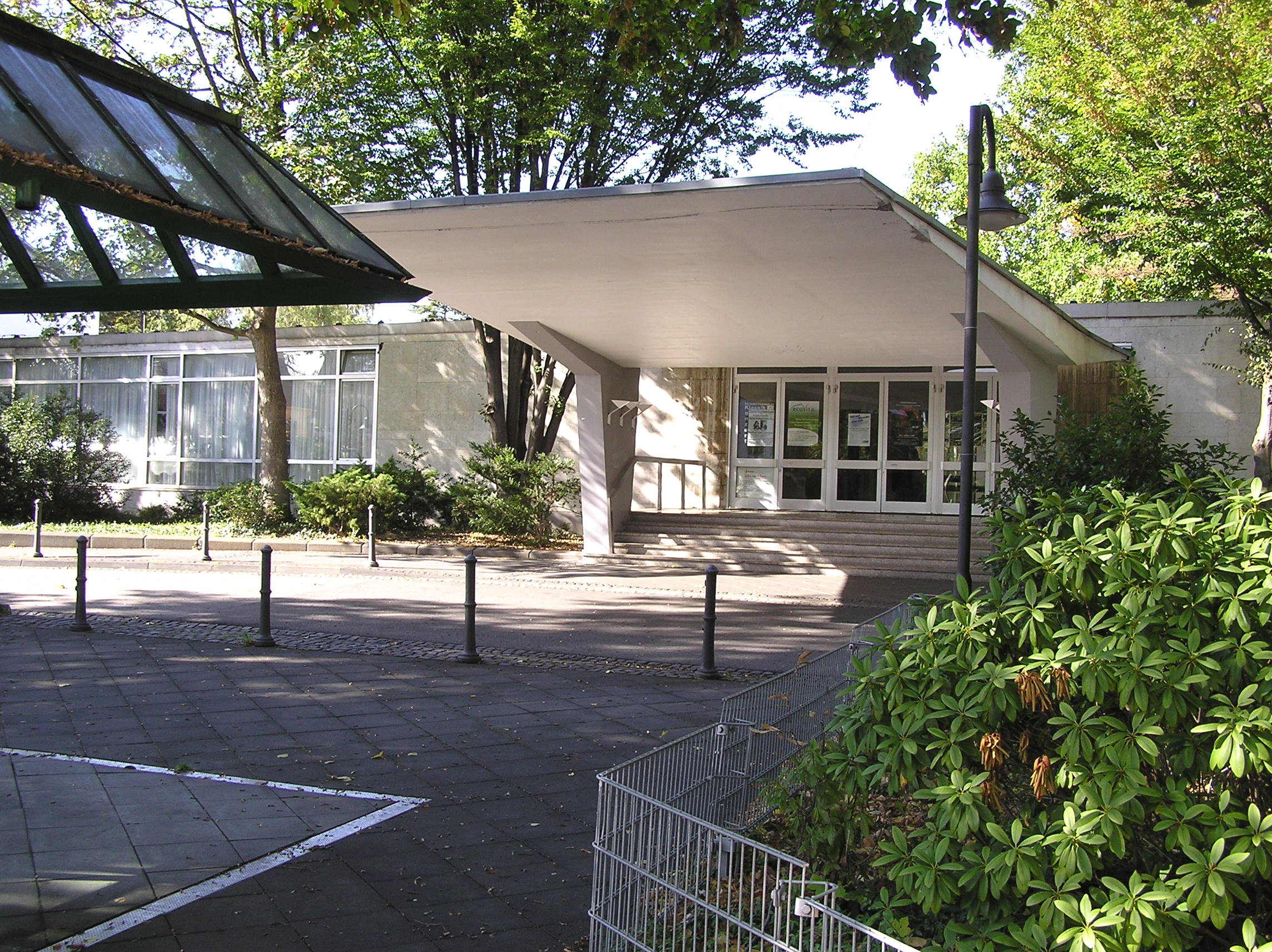
Haupteingang der Stadthalle

Die Stadthalle Bad Godesberg ist eine Veranstaltungshalle in Bad Godesberg, einem Stadtbezirk von Bonn, die 1955 errichtet wurde. Bekannt geworden ist sie unter anderem wegen des Godesberger Programms, das die SPD dort 1959 verabschiedete. Die Stadthalle steht seit Juli 2012 als Baudenkmal unter Denkmalschutz. Seit dem 27. Mai 2020 ist sie wegen Einsturzgefahr komplett gesperrt.

## Lage

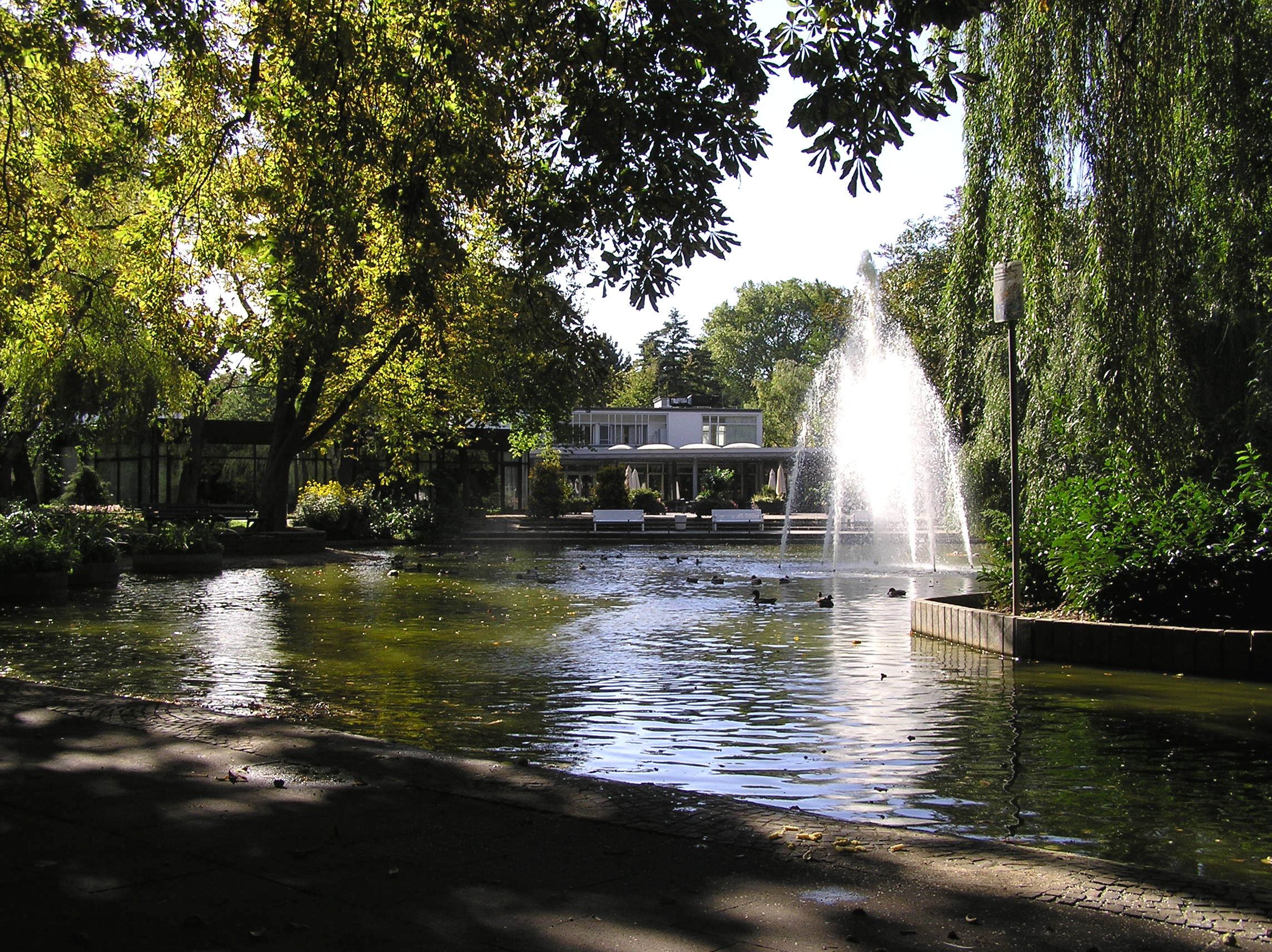
Die Rückseite der Stadthalle vom Kurpark aus gesehen

Die Stadthalle liegt am östlichen Rand des Kurparks der ehemaligen Badestadt Bad Godesberg. Sie bildet mit der kurfürstlichen Redoute und dem Godesberger Stadttheater ein Dreieck, das das Zentrum des gesellschaftlichen und kulturellen Lebens im heutigen Bonner Stadtbezirk ist. Auch das Rathaus, heute Sitz der Bezirksverwaltung, liegt in der unmittelbaren Umgebung. Südlich schließt sich die „Rigalsche Wiese“ an, eine Grünfläche vor der „Rigalschen Kapelle“. Nordwestlich der Halle befindet sich die Fußgängerzone, nordostwärts der Bahnhof Bonn-Bad Godesberg. Damit liegt die Stadthalle ihrer Funktion entsprechend in der Mitte Bad Godesbergs und ist auch sehr gut über den ÖPNV erreichbar. Direkt mit ihr verbunden ist der U-Bahnhof Stadthalle, der den Endpunkt des 1994 eröffneten Godesberger Stadtbahntunnels bildet.
Im Nordwesten ist an die Stadthalle der Trinkpavillon der Kurfürstenquelle aus dem Jahre 1969 angegliedert. Dieser wird heute vom Verein Bürger.Bad.Godesberg betrieben, der das Heilwasser ausschenkt und den Raum auch für kulturelle Veranstaltungen nutzt. Hinter der Stadthalle war ab 1955 die älteste Wettersäule Deutschlands aufgestellt, welche jedoch 2019 wieder an ihren Originalstandort am Draitschbrunnen zurückverlagert wurde.

## Geschichte

### Vorgeschichte
Nach dem Zweiten Weltkrieg war der Fremdenverkehr, vor dem Krieg wichtigster Wirtschaftsfaktor der damals noch eigenständigen Stadt Bad Godesberg, gänzlich zum Erliegen gekommen. Der Tourismus bestand im Wesentlichen aus Kuraufenthalten, viele Gäste kamen zudem in eines der Godesberger Sanatorien. Neben der Ansiedlung der Industrie wurde auch die Wiederbelebung des Fremdenverkehrs verfolgt.
Im Februar 1947 fragte ein Unternehmer aus Bad Münstereifel die Stadtverwaltung nach einem Grundstück für einen Saalbau mit einer Kapazität für 1.000 Personen, in dem Kino- und Theaterbetrieb sowie Tagungen und Kongresse stattfinden sollten. Die Stadt sollte nach den Vorstellungen des Investors das Projekt allein finanzieren und ihm als Pächter die Betriebsführung übertragen. Die Verwaltung sah darin jedoch eine ungleiche Verteilung von Risiko und Chance und erteilte ihm im Februar 1947 eine Absage. In diesem Jahr folgten keine weiteren Impulse zur Umsetzung eines solchen Projektes.
1948 erhielt die Stadt von der „Großen Godesberger Karnevalsgesellschaft“ eine Anfrage, ob sie ein städtisches Grundstück auf 99 Jahre pachten könne, um dort eine Festhalle zu errichten. Zur Förderung des Hallen-Neubaus kündigte der Godesberger Arzt Dr. Schampel die Gründung einer „Konzerthaus- und Theaterbaugesellschaft e. V. Bad Godesberg“ an. Ein weiterer Vorschlag kam von Interessenten aus Bielefeld, sie favorisierten die Gründung einer GmbH mit 30-prozentigem städtischem Anteil zur Errichtung eines Saalbaus. In ein weiteres Stadium traten die Bemühungen, als ein Godesberger Immobilienexperte für eine Berliner Investorengruppe mit der Stadt über ein Hallenprojekt verhandelte.
Vermutlich wegen der unterschiedlichen Bedingungen, die die privaten Investoren gestellt hatten, erschien es später sinnvoller, eine bedeutende und unter Umständen das Stadtbild mitprägende Maßnahme wie den Bau einer Stadthalle unter kommunaler Führung zu verwirklichen.

### Standortfrage
Als Standort für die Stadthalle war im Frühjahr 1948 ein Grundstück nahe dem früheren Godesberger Rathaus im Gespräch, das bis 1936 Sitz der städtischen Verwaltung war. Favorisiert wurde es von den Kommunalpolitikern unter anderem, weil es wegen seiner zentralen und „akustisch einwandfreien“ Lage dafür geeignet schien. Als Vorteil wurde außerdem angesehen, dass „die Aufwendungen für Architektur an dieser Stelle auf ein Mindestmass beschränkt werden können“ und „weil die Errichtung eines städtischen Bauwerks in den städtischen Grünanlagen auf jeden Fall unerwünscht erscheint“. Der Neubau sollte demnach einen bescheideneren Platz in der städtebaulichen Umgebung einnehmen.

### Baugeschichte
Im März 1955 wurde mit dem Abbruch des Volksgartensaals als Voraussetzung für den Bau der Stadthalle begonnen. Mit Planung und Entwurf waren die Bonner Architekten Wilhelm und Dirk Denninger beauftragt. Am 15. Juli 1955 fand das Richtfest des in Stahlskelettbauweise errichteten Neubaus statt. Über die Zielsetzungen des Projektes sprach Bürgermeister Hopmann:
„Der Richtfeste werden in Bad Godesberg viele gefeiert, aber dieses Richtfest ist ein historischer Augenblick für unsere Stadt. Hier stand ein Saalbau, der jahrzehntelang seinen Zweck erfüllt hat, aber den Ansprüchen nicht mehr genügte. Heute feiern wir Richtfest für einen Bau, der in Bad Godesberg erwartet wurde und nun seiner Vollendung entgegengeht. Wir freuten uns, als wir die Redoute wiederbekamen, in der wir den Bundespräsidenten willkommen heißen durften, wir freuten uns, als wir das Stadttheater eröffnen konnten, und heute wird nun das Richtfest gefeiert für einen Bau, den wir für die Entwicklung unserer Stadt notwendig zu haben glauben. Er soll ein Heim sein für unsere vielen blühenden Vereine, er soll die Kongresse und Tagungen aufnehmen, die in Bad Godesberg stattfinden werden. Wir haben dann die Redoute für Konzerte, gesellschaftliche und politische Veranstaltungen, das Stadttheater für die kulturellen Veranstaltungen und diesen Bau für unsere Vereine, auch für kulturelle Veranstaltungen und für Tagungen … So möge dieser Bau dastehen zum Ruhme und zum Stolze unserer Stadt.“
Nach seiner Ansicht wurde der Bau in einem „unerhörten Tempo“ vorangetrieben. Die Baukosten stiegen noch mehrmals, so dass sich auch der Kölner Regierungspräsident einschaltete. Die finanziellen Möglichkeiten engten sich für die Stadt stark ein, so dass der Abriss des Godesberger Rathauses und die Ersetzung durch ein neues verschoben werden musste. Heute wird der damalige Engpass in der Stadtkasse positiv betrachtet, da mit dem Abriss des historischen Gebäudes eine „städtebauliche Gründungsurkunde“ zerstört worden wäre.

### Eröffnung
Am Abend des 15. Dezember 1955 wurde die Stadthalle in Anwesenheit von 700 geladenen Gästen feierlich eröffnet. Unter ihnen waren Bundespräsident Theodor Heuss, Vizekanzler Franz Blücher (FDP), Bundesarbeitsminister Anton Storch (CDU), zahlreiche Staatssekretäre aus den Bundesministerien, Missionschefs vieler diplomatischer Vertretungen, Bundestagsabgeordnete, Vertreter des Landes Nordrhein-Westfalen sowie der Stadt und der Universität Bonn. Nicht beteiligt bei der Eröffnung waren jegliche Godesberger Vereine oder Künstler, auch keine Bonner Institution wie etwa das angekündigte Bonner Städtische Orchester.
In seiner Ansprache sagte Bürgermeister Hopmann: „Wir sind nicht mehr das stille, verträumte Badestädtchen. Wir wollen die Kongreßstadt werden, nicht nur im rheinischen Raum, sondern darüber hinaus in der ganzen Bundesrepublik und den westeuropäischen Ländern.“ Dabei bemerkte er allerdings: „Nicht Größenwahn, nicht Überheblichkeit, nur ein nüchterner Anlaß hat uns dazu getrieben, die Stadthalle zu bauen.“ Er spielte damit auf die Notwendigkeit an, den Godesberger Fremdenverkehr zu stärken. Gegenüber der Presse erläuterte er im Nachhinein, dass jetzt ein „architektonischer Dreiklang Redoute – Stadttheater – Stadthalle“ geschaffen worden sei. Alle Gebäude lägen am Rande oder im Herzen des Parks. Im Zentrum aber stehe das Rathaus, das – „wie ein Dirigent auf seinem Podium“ – den Dreiklang zum Klingen bringe.

### Benennung
Der heutige Name „Stadthalle“ wurde vom Stadthallenausschuss nur als provisorischer Name für die Arbeitsgruppe angesehen. Man befand diesen Namen für ein solches Großprojekt als zu schlicht. Um dies zu verdeutlichen, sagte der stellvertretende Bürgermeister Hubert Peter, die neue Godesberger Halle werde „der schönste Bau zwischen Basel und Kleve“ sein. Die Presse verbreitete eine Aufforderung an die Bürger, sich an der Namensfindung zu beteiligen und brachte über 100 Vorschläge hervor. Am 28. Oktober 1955 beriet der Stadtrat schließlich über drei Vorschläge. Auf „Stadthalle“ entfielen dann 17 Stimmen, für „Parksäle“ sprachen sich 11 Ratsvertreter aus und für „Kurparksäle“ stimmte keiner. Damit wurde der gefallenen Bedeutung des Standortfaktors „Kur- und Badestadt“ entsprochen.

### Spätere Veränderungen

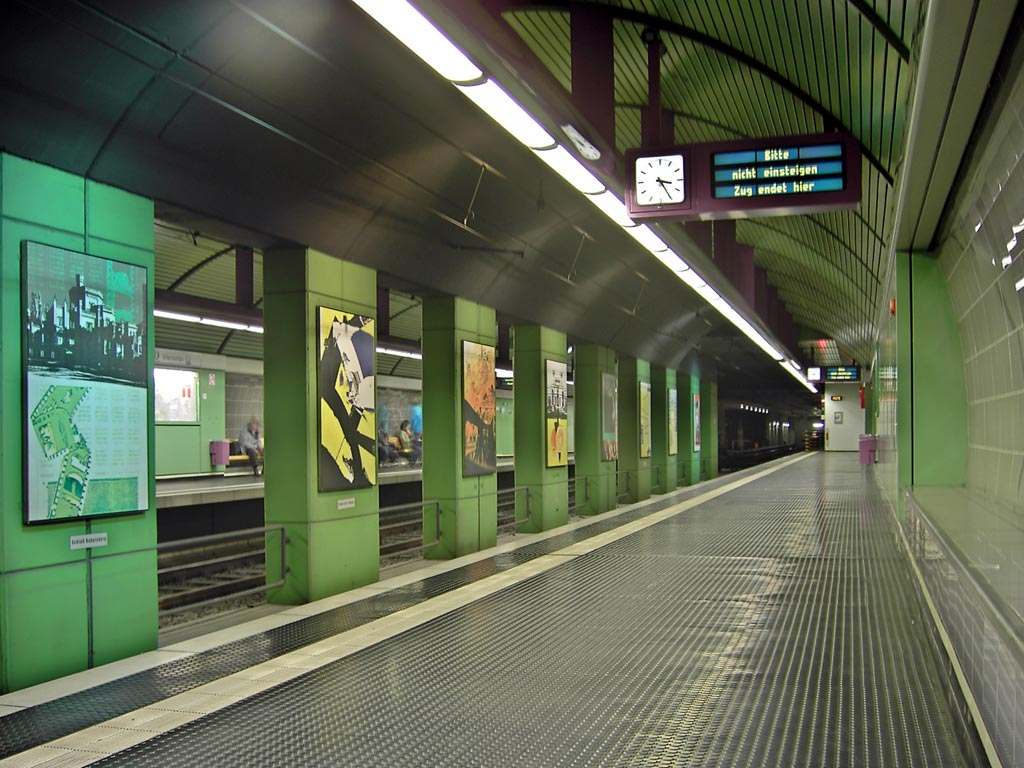
1994 eröffneter U-Bahnhof Stadthalle

An der südlichen Schmalseite des Großen Saals wurde 1965 zwecks Schaffung ausreichender Räume für ein Konzert von Herbert von Karajan ein zweigeschossiger Anbau („Karajanflügel“) errichtet. Um die Nachfrage nach kleineren Räumen als dem vorhandenen Großen und Kleinen Saal befriedigen zu können, wurde 1979 ein „Parksaal“ angebaut, der je nach Aufteilung des Raumes 20 bis 100 Personen Platz bietet. Der Parksaal selbst wurde 1991 im Zuge eines umfassenden Umbaus um 100 Quadratmeter nach Osten erweitert. Am Schnittpunkt zwischen Terrassensaal und Foyer ließ die Stadt unter Verkleinerung des Innenhofs den sogenannten „Brunnensaal“ errichten, der bis zu 40 Personen aufnimmt. Zudem wurden zwischen Großem Saal und Küche neue Personalräume, zwischen Küche und Restaurant ein Büro- und Konferenzraum, an das Restaurant ein kleiner Saalanbau („Erkerzimmer“) sowie zwischen Terrassensaal und Eingang ein Toilettentrakt angebaut. Zu den weiteren Maßnahmen gehörten Erneuerungsarbeiten an Fußböden, Decken, Beleuchtungs- und Belüftungsanlagen sowie der Einbau von fünf Lichtkuppeln in die Decke des Foyers, das seitdem deutlich heller wirkt. Diese Arbeiten hatten eine mehrmonatige Betriebspause für den Veranstaltungsbetrieb zur Folge, der Betrieb des Restaurants wurde aufrechterhalten.
Bedeutend für die Erreichbarkeit der Stadthalle mit dem ÖPNV war die Eröffnung des Godesberger Stadtbahntunnels am 25. September 1994. Die vorher oberirdische Strecke wurde um eine Station zur Stadthalle verlängert. In einer Ecke des Kellergeschosses war bereits eine breite Flügeltür aus Stahl eingelassen, die vor der Eröffnung des U-Bahnhofs Stadthalle zugemauert war. Über sie konnten seither Gäste in das Kongresszentrum eingelassen werden, allerdings wurde die Tür aus betrieblichen Gründen nach kurzer Zeit wieder verschlossen. Die unterirdische Station ist seit 1994 derzeitiger Endpunkt des Tunnels und auch der 45,6 km langen Stadtbahnlinie 16 nach Köln der Stadtbahn Bonn.
Gegen Ende der 1990er-Jahre entschied sich die Stadt, die lange überfällige Renovierung und Umgestaltung des Restaurants vorzunehmen, die mit der Wiedereröffnung am 1. Oktober 1999 realisiert wurde. Die Gaststätte hat damit ein neues Erscheinungsbild erhalten. Es waren aber weitere Sanierungen notwendig geworden, vor allem im Bereich der technischen Anlagen, der Garderoben und der Umkleideräume für Künstler. Außerdem waren Feuchtigkeitsschäden aufgetreten. Dieser Sanierungsstau wurde 2005 teilweise behoben, als die Stadt Bonn für die die dringendsten Abhilfemaßnahmen 340.000 Euro bereitstellte.
Die Eintragung der Stadthalle in die Denkmalliste der Stadt Bonn erfolgte im Juli 2012.

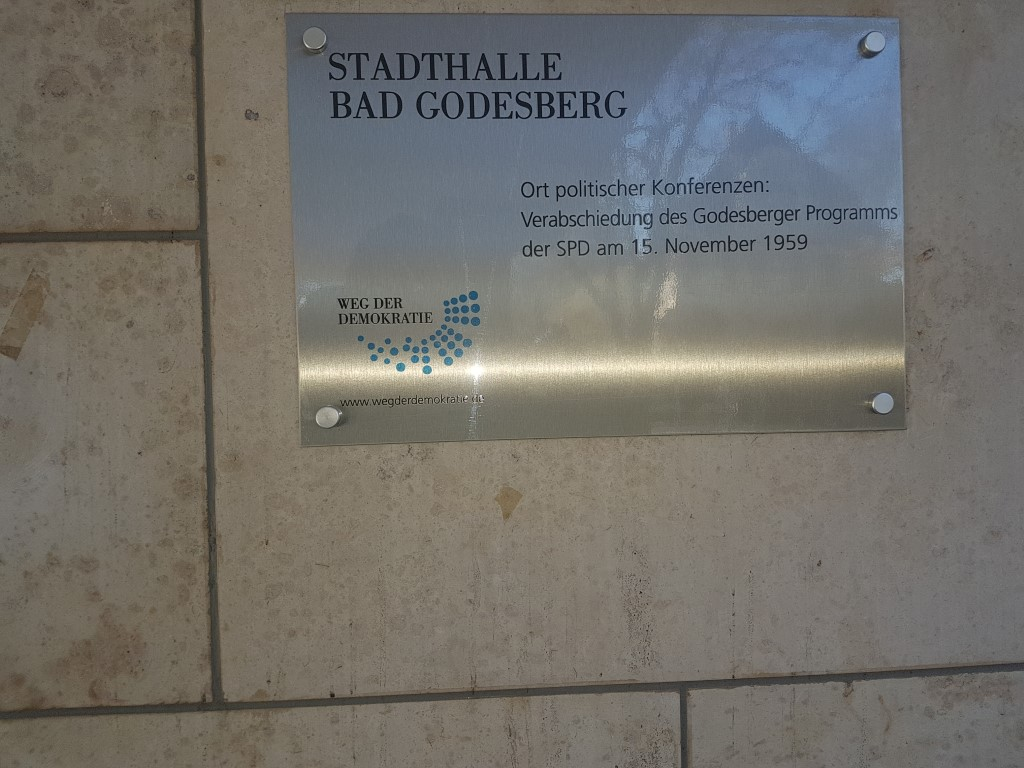
Hinweistafel des Weges der Demokratie auf die Verabschiedung des Godesberger Programms

2019 wurde die Stadthalle als Ort der Demokratie in den Weg der Demokratie des Bonner Haus der Geschichte aufgenommen und mit einer Hinweistafel ausgestattet.
Am 27. Mai 2020 wurde die Stadthalle vollständig gesperrt. In einem Gutachten war festgestellt worden, dass angerostete Spannstähle im Großen Saal die Standsicherheit des gesamten Gebäudes gefährden. Das gehe auf Fehler bei Rohbauarbeiten Anfang der 1950er Jahre sowie bei weiteren Arbeiten Ende der 90er Jahre zurück. Es wurde dann diskutiert, ob die Halle trotz Denkmalschutz abgerissen und neugebaut werden sollte oder ob eine Sanierung erfolgen sollte. Ein entsprechendes Gutachten wurde erst im 2. Halbjahr 2022 vorgelegt. Danach müssen beim denkmalgeschützten Großen Saals weitere „tragwerksplanerische Überprüfungen … bezüglich einer Sanierungsmöglichkeit und der Wirtschaftlichkeit“ stattfinden. Alle möglichen Konzepte, abhängig vom Ausgang dieser Prüfungen, sehen möglichst wenige Eingriffe in die Denkmalstruktur vor. Evtl. solle auch der nicht denkmalgeschützte Brunnensaal rückgebaut werden.[veraltet]

## Rezeption
„Flacher, im Grundriss fast bizarrer Bau, der durch wie Arme in den Park hinein greifende Gebäudeteile gut in seine Umgebung integriert wird.“

## Auslastung
Im Jahr 2004 fanden im täglichen Durchschnitt zehn Veranstaltungen statt, im Gesamtjahr wurden 3.676 gezählt. Die Höchstbelastung wurde mit 19 Veranstaltungen u. a. im Dezember gemessen, die maximale wöchentliche Auslastung erreichte 92 Veranstaltungen. Für 366 private Feste mit 10–800 Personen bot die Stadthalle 2004 Platz. 37 Bankette mit 80–1.200 Gästen fanden im selben Jahr statt. Den größten Anteil hatten Vereine, Gruppen und soziale Einrichtungen mit 10–50 Personen, die 1.911-mal Räume der Stadthalle belegten. 81 Messen bzw. Ausstellungen mit 50–1.500 Teilnehmern wählten 2004 die Stadthalle als Ort ihrer Präsentationen.